# حزب سوسیال دموکراتیک (ژاپن، ۱۹۲۶)
حزب سوسیال دمکراتیک، شاکائی مینشو تو (به ژاپنی: 社会民衆党, Shakai Minshū-tō) یک حزب سیاسی در ژاپن) بین سال‌های ۱۹۲۶ و ۱۹۳۲ بود. در میان سه حزب اصلی پرولتاریایی در ژاپن در آن زمان، حزب سوسیال دموکرات موضع راستگرایانه را اشغال کرد.